# Edina Gallovits-Hall
Edina Gallovits-Hall (født 10. december 1984 i Timisoara) er en kvindelig tennisspiller fra Rumænien. Edina Gallovits-Hall startede sin karriere i 2000. 
28. april 2008 opnåede Edina Gallovits-Hall sin højeste WTA single rangering på verdensranglisten som nummer 54. 
Edina Gallovits giftede sig i november 2010 med sin amerikanske træner Bryce Hall og ændrede således også navn til Edina Gallovits-Hall. 